# Дженцано-ді-Луканія
Дженцано-ді-Луканія (італ. Genzano di Lucania) — муніципалітет в Італії, у регіоні Базиліката,  провінція Потенца.
Дженцано-ді-Луканія розташоване на відстані близько 320 км на схід від Рима, 32 км на північний схід від Потенци.
Населення — 5787 осіб (2014).

## Демографія
Населення за роками:

Станом на 1 січня 2023 року в муніципалітеті офіційно проживали 202 іноземці з 23 країн, серед них 84 громадяни країн Євросоюзу та 4 громадяни України.

## Сусідні муніципалітети
- Ачеренца
- Банці
- Гравіна-ін-Пулья
- Ірсіна
- Оппідо-Лукано
- Палаццо-Сан-Джервазіо
- Поджорсіні
- Спінаццола